# Aïn El Assel
Aïn El Assel (arabisch عين العسل) ist eine algerische Gemeinde in der Provinz El Tarf mit 12.482 Einwohnern (Stand: 1998).

## Geographie
Aïn El Assel befindet sich etwa fünf Kilometer westlich der tunesischen Grenze. Nördlich der Gemeinde befindet sich der See Lac Oubeira. Umgeben wird Aïn El Assel von Raml Souk im Osten, von Bougous im Süden und von El Taref im Südwesten.